# Стивън Колкър
Стивън Рой Колкър (на английски: Steven Roy Caulker (МФА /ˈkɔ:kə/); 29 декември 1991 г., Лондон) е сиералеонски футболист, защитник на турския „Кечиоренгюджю“.

## Кариера
Роден в Лондон. През 2007 година преминава в младежката академия на „Тотнъм Хотспър“. Играе за младежките и резервните състави на клуба. През юли 2009 година подписва первия си професионален договор с „Тотнъм“.
През 2009 преминава под наем в „Йеовил Таун“, където играе в 46 мача за клуба през сезон 2009/10, а така също получава и 4 клубни награди след края на сезона, под ръководството на старши треньора и легенда на „Йеовил“, Тери Скивертън.
След завръщането си от Европейското пъвенство до 19 г. през 2010 Колкър продължава договора си с „Тотнъм“ до 2013 година. На 21 септември 2010 година Стивън дебютира за шпорите в мач за Купата на футболната лига срещу „Арсенал“. На 26 септември 2010 Кокър преминава под наем в „Бристол Сити“ до края на сезона. За „Бристол“ Стивън изиграва 30 мача и отбелязва 2 гола, а така също е признат за най-добър млад играч на годината в клуба.
През сезон 2011/12 Стивен Колкър играе под наем в уелския „Суонзи Сити“. На 15 август дебютира в Премиерлигата в мача срещу „Манчестър Сити“, като остава на игрището през цялата среща. Играе в 26 мача и помага на „Суонзи“ да завърши на 11-о място в Премиерлигата.
На 5 юли 2012 година Стивън подписва нов четиригодишен договор с „Тотнъм“.
На 31 юли 2013 година Колкър преминава в току-що влезлия във Висшата лига уелски „Кардиф Сити“, с който подписва за четири години. Сумата на трансфера е за рекордните за клуба 8 милиона паунда. През сезон 2013/14 Колкър играе във всичките 38 мача от шампионата без смяна, в които вкарва пет гола, но това не помага на „Кардиф“ да остане в Премиършип.
На 22 юли 2014 година Колкър подписва четиригодишен договор с лондонския „Куинс Парк Рейнджърс“. В първия му сезон новият му клуб не успява да се задържи в Чемпионшип. Сезон 2015/16 Кокър играе под наем, първата половин година в „Саутхемптън“, а след това в „Ливърпул“. И в двата клуба рядко се появява на терена. На 28 декември 2017 година Кокър се договаря да разтрогне дългосрочния договор с КПР.

## Кариера в националния
В състава на националния отбор до 19 г. играе на юношеския европейски шампионат 2010, където англичаните стигат до полуфинала.
През ноември 2010 година дебютира в состава на Националния отбор (младежи до 21 години) срещу младежите на Германия.
През юли 2012 година е включен в състава на Олимпийския отбор на Великобритания на Олимпийските игри.
През декември 2021 година Стивън получава разрешение от ФИФА да играе за Сиера Леоне (дядото на футболиста е родом от тази страна).